# Rengeteg – mindenhol látlak
Rengeteg – mindenhol látlak es una película dramática húngara de 2021 escrita y dirigida por Benedek Fliegauf. La película está protagonizada por Laura Podlovics, István Lénárt, Lilla Kizlinger, Zsolt Végh, László Cziffer, Juli Jakab y Ági Gubík.
La película tuvo su estreno mundial en el 71.ª Festival Internacional de Cine de Berlín en marzo de 2021.

## Reparto
El elenco incluye:
- Juli Jakab
- Laszlo Cziffer
- Lilla Kizlinger
- Zsolt Vegh
- Istvan Lenart
- Eszter Balla
- Natasa Kovalik
- Agi Gubik
- Mihaly Vig
- Felician Keresztes
- Eliza Sodro
- Terence Gabor Gelencser
- Janos Fliegauf
- Peter Fancsikai
- Zoltan Pinter
- Laura Podlovics

## Lanzamiento
El 11 de febrero de 2021, Berlinale anunció que la película tendría su estreno mundial en el 71.ª Festival Internacional de Cine de Berlín en la sección de Competencia de la Berlinale, en marzo de 2021.
 